# Kia Besta

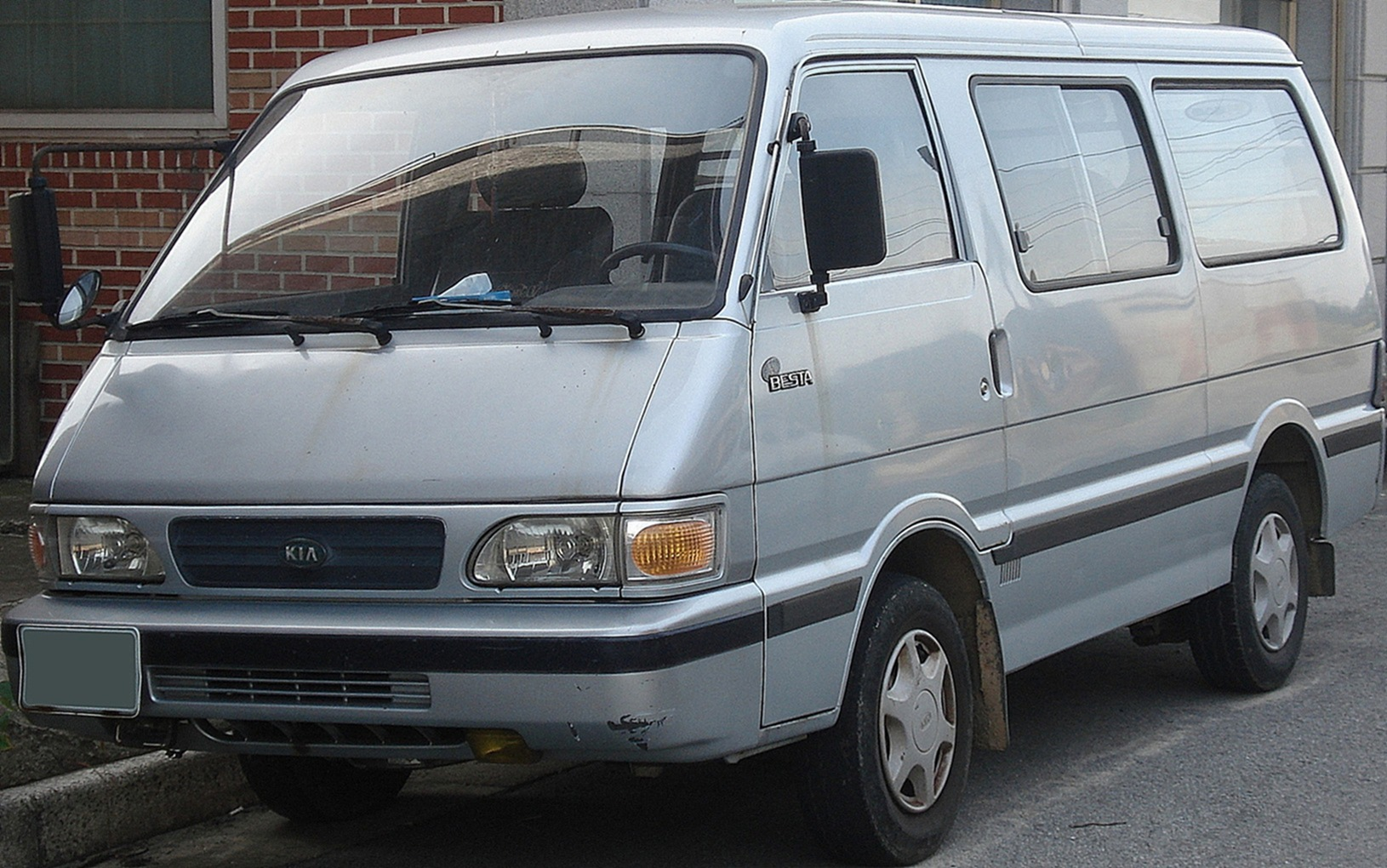
Kia Besta (1992-1997)

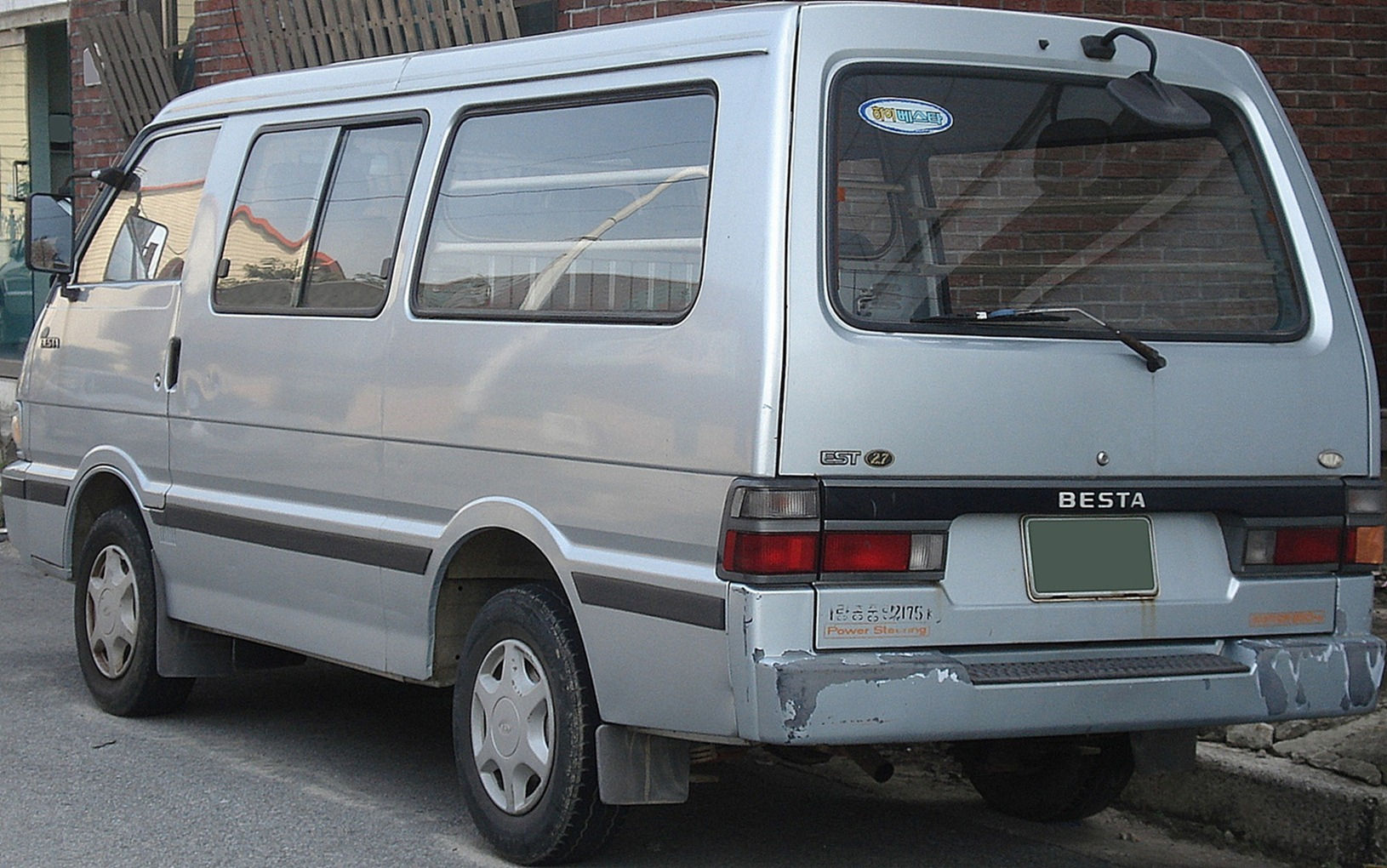
Kia Besta (1992-1997)

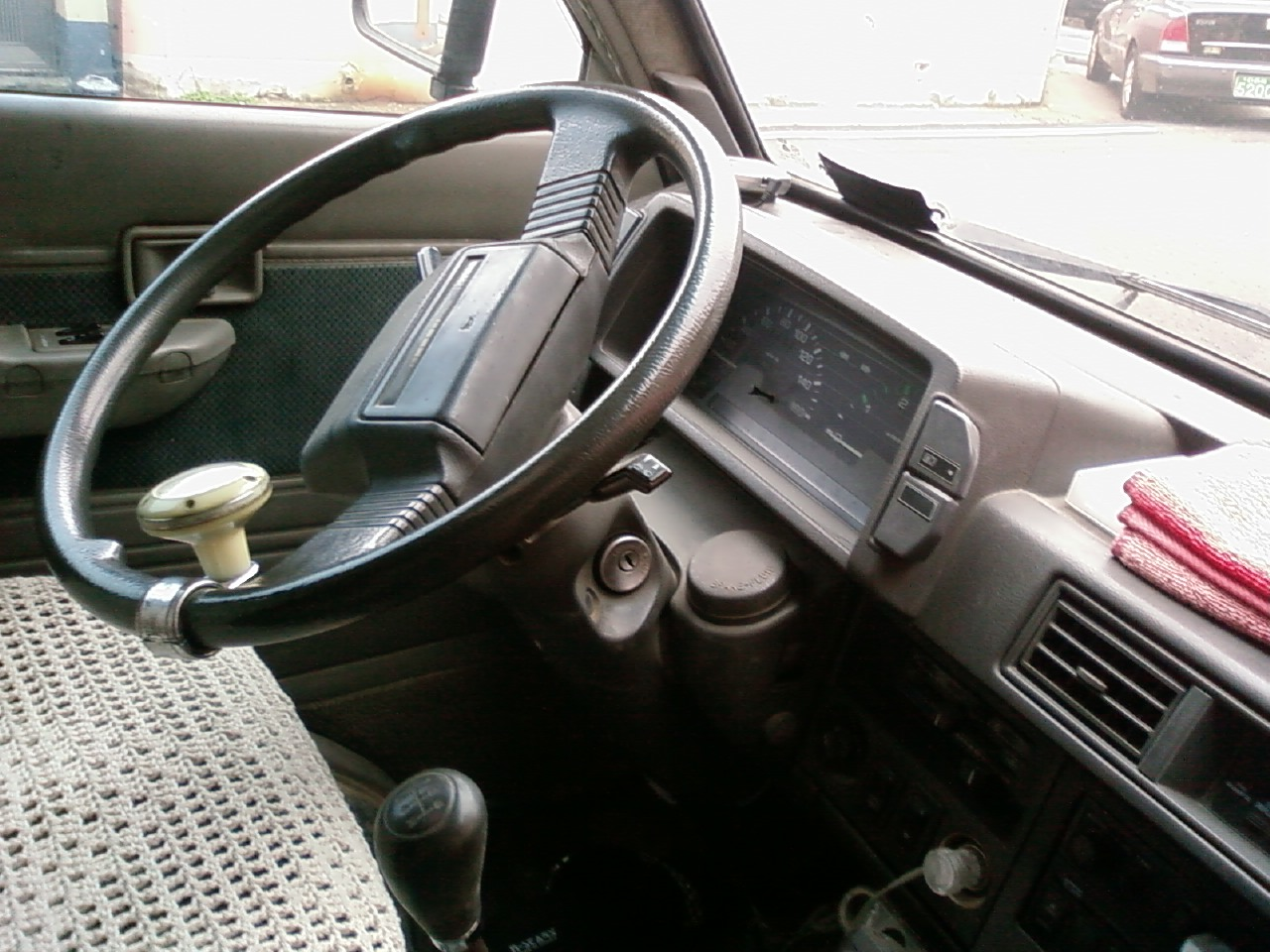

Kia Besta - ліцензійний корейський аналог Mazda Bongo, зовні лише незначно відрізняється від японських машин більш округленою формою кузова. Назва Kia Besta носили машини другого покоління корейських аналогів Mazda, що випускалися з 1985 року. Перше ж покоління, вироблялося в 1980-1987 роках, навіть за своєю назвою (Kia Bongo) був ідентичний оригінальній японській моделі.
Лінійка мікроавтобусів та мінівенів Kia Besta була представлена мікроавтобусами, розрахованими на 9 або 12 пасажирів, а також вантажними (3 місця, включаючи водія) і вантажопасажирськими (6 місць) мінівенами. У 1992 році був проведений незначний рестайлінг - змінилися фари, дзеркала і деякі кузовні елементи, що встановлюються на Kia Besta.
У 1995 році Kia випустив власну модель мікроавтобуса - Kia Pregio, цього разу не мала нічого спільного з Mazda. Kia Besta паралельно продовжували випускати до 1997 року. Мікроавтобуси Kia Besta експортували в країни Європи і Латинської Америки; в деяких країнах машина позиціонувалася як Kia K-series.

## Двигуни
- 2.2 л R2 Diesel
- 2.7 л VN Diesel